# 邵逸夫
邵逸夫（ランラン・ショウ、シュウ・ヤトフゥ、邵仁楞、日：しょう いっぷ、英語：Shaw Run Run/Run Run Shaw、1907年11月19日 - 2014年1月7日）は、香港の企業家。香港映画の製作会社である邵氏兄弟（ショウ・ブラザーズ・英語：Shaw Brothers）や、香港最大のテレビ局無綫電視（英語：Television Broadcast Limited、TVB）の創立者として知られる。。戦後の香港映画の黄金期とその後のテレビ時代の先導者として、香港のメディア王と呼ばれていた。漢字圏では号の「逸夫」、英語圏では字の「仁楞（レンロン）」が訛った「ランラン（Run Run）」の名で知られていた、

## メディア事業
邵は1907年に清国浙江省寧波市で、上海出身の裕福な実業家の10人兄弟の末っ子として生まれた。学生時代から、長兄の邵酔翁が上海で創立した映画会社“天一影片公司”において、俳優やカメラマンとして参加していた。
1926年、三番目の兄の邵仁枚（ラミー・ショウ）とマレー半島に移住し、天一が製作した映画の海外市場を開拓した。
1937年、邵酔翁に代わり、二番目の兄の邵邨人が責任者になり、社名を天一から“南洋影片公司”に改名した。やがて日中戦争が勃発し、上海に残っていた南洋影片の製作拠点を香港に移動した。戦争中は香港も占領され、一時的に映画製作本数が減少し、また戦後はアメリカ映画の進出によって次第に経営不振となったため、1957年に邵邨人に代わって邵逸夫が南洋影片改め“邵氏父子公司”（1952年に改称）社長となり、映画製作を始めた。
1958年、邵氏父子公司とは別に“邵氏兄弟公司（ショウ・ブラザーズ）”を設立し、本格的に映画製作に力を入れる様になると、香港映画の人気が回復してゆく。1965年には東洋一の巨大スタジオ「邵氏片場（ショウ・スタジオ）」を新界の清水湾半島に建設し、「東洋のハリウッド」と呼ばれる映画王国を築き上げた。1985年までの間に製作した映画の本数は、約1,000本に達した。なかでも、中国の武術からヒントを得たカンフー映画は、その後香港を代表する映画のジャンルに成長し、世界各国の映画界にも影響を与える存在となった。
1967年からは、新たにテレビ事業にも参入し、香港発の無線テレビ局として無綫電視（電視広播有限公司（TVB））を設立し、豊富な財力と映画製作で培った製作能力を生かして香港における有力メディアに育て上げた。TVBでは俳優養成所も設立し、そこから多くの有名香港人俳優を輩出した。
1976年には、岡田茂東映会長と懇意になって東映と提携を結ぶことになり、人件費が安い香港で動画（アニメ）を制作するための協力を要請した。日本の特撮にも関心を寄せ、日本人の三上陸男や村瀬継蔵をショウ・ブラザーズに招いた。
しかし、ショウ・ブラザーズの製作本部長を務めていたレイモンド・チョウ(鄒文懐/Raymond Chow)が1970年にレナード・ホー（何冠昌／Leonald K.C.Ho）やショウ・ブラザースのスターだったジミー・ウォング（王羽）らと共に独立し、新たな映画会社ゴールデン・ハーベスト（嘉禾、嘉禾電影有限公司、Golden Harvest）を創立した。ゴールデン・ハーベストは、ショウ・ブラザーズのオーディションに落ちたブルース・リーを主演に起用した映画が大ヒットを記録し、リーの死後も、マイケル・ホイやジャッキー・チェンなどの人気俳優を得て次々とヒット作を量産してゆくのに対し、1982年に公開された『ブレードランナー』など様々な海外の映画に出資して国際化を試みるもかつての勢いを失ったショウ・ブラザーズは低迷を続け、さらに後発の「シネマシティ（新藝城）」などにも追い上げられ、邵仁枚（ラミー・ショウ）が1985年に死去したのを契機に映画製作を停止し、中国本土への投資に乗り出す。以後邵は、TVBの経営を中心に高齢になるまで活動し、2011年に退任するまでCEOを務め、毎年11月に放送されるTVB開局記念番組にも、必ず顔を見せていた。
この間、1977年にはイギリスのエリザベス女王からサーの称号を受け、それからは通称「サー・ランラン・ショウ」と呼ばれる様になった。また1983年の第2回香港電影金像奨では終身成就獎を受賞している。2008年には中華人民共和国民政部から「中華慈善奨終身栄誉賞」を受賞した。
2011年にはCEOを退任し、所有していた株式も売却して引退生活に入った。2014年1月7日、老衰によって、かつての邵氏片場、TVBの本拠TVBシティ、2008年に映画製作を再開したショウ・ブラザーズの新たな拠点邵氏影城のいずれにも近い清水湾半島の自宅で死去し、106年の人生に幕を下ろした。映画界だけでなく、中国の習近平国家主席、香港の梁振英行政長官、シンガポールのリー・シェンロン首相も哀悼の意を表した。

## 私生活
1932年に、最初の妻でシンガポール人の黄美珍と結婚し、男女各2児を得た。1987年には妻が85歳で死去したが、1997年、長年のパートナーだったプロデューサーで元歌手の方逸華と再婚した。

## 多くの寄付

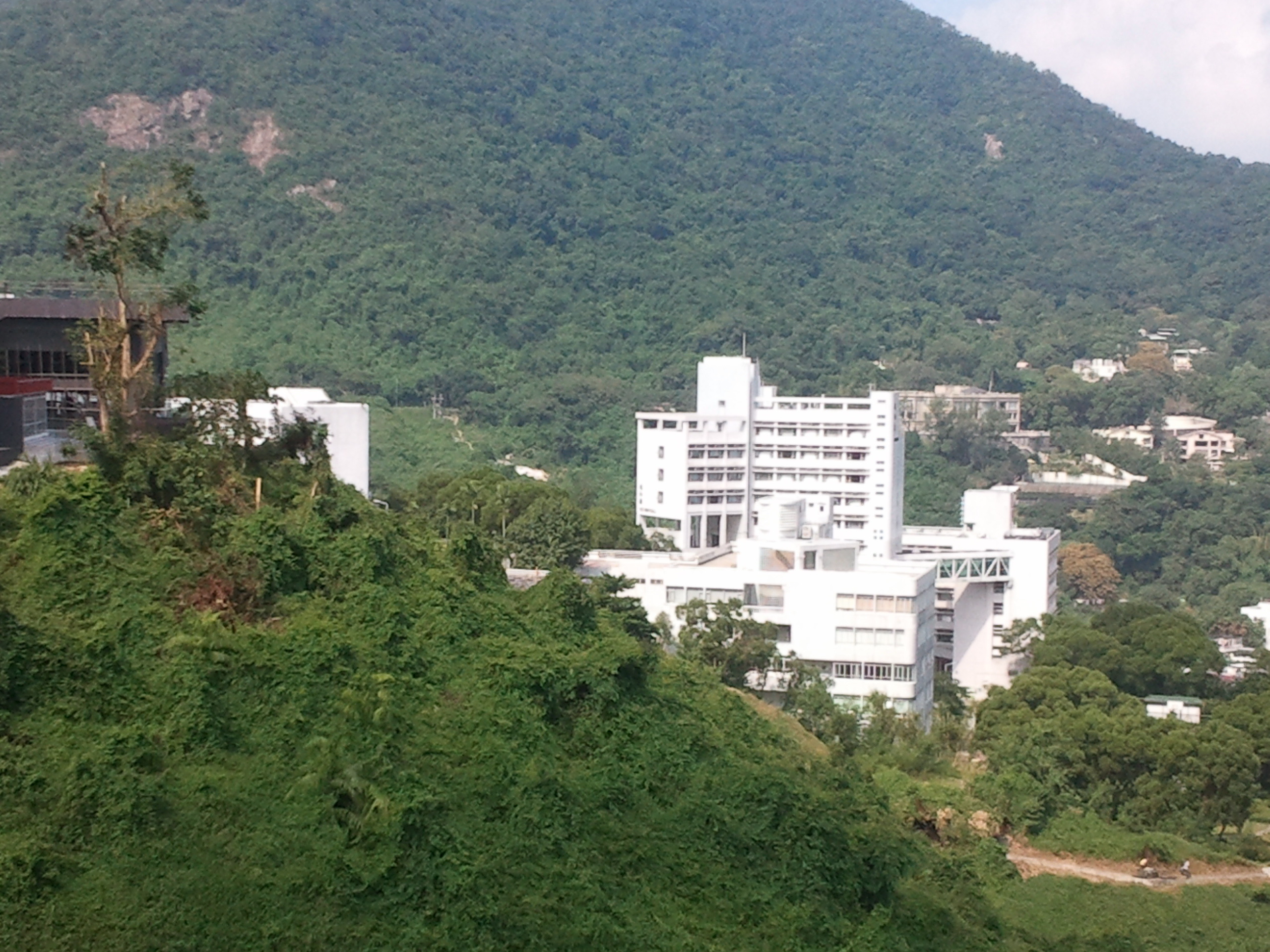
香港中文大学逸夫書院

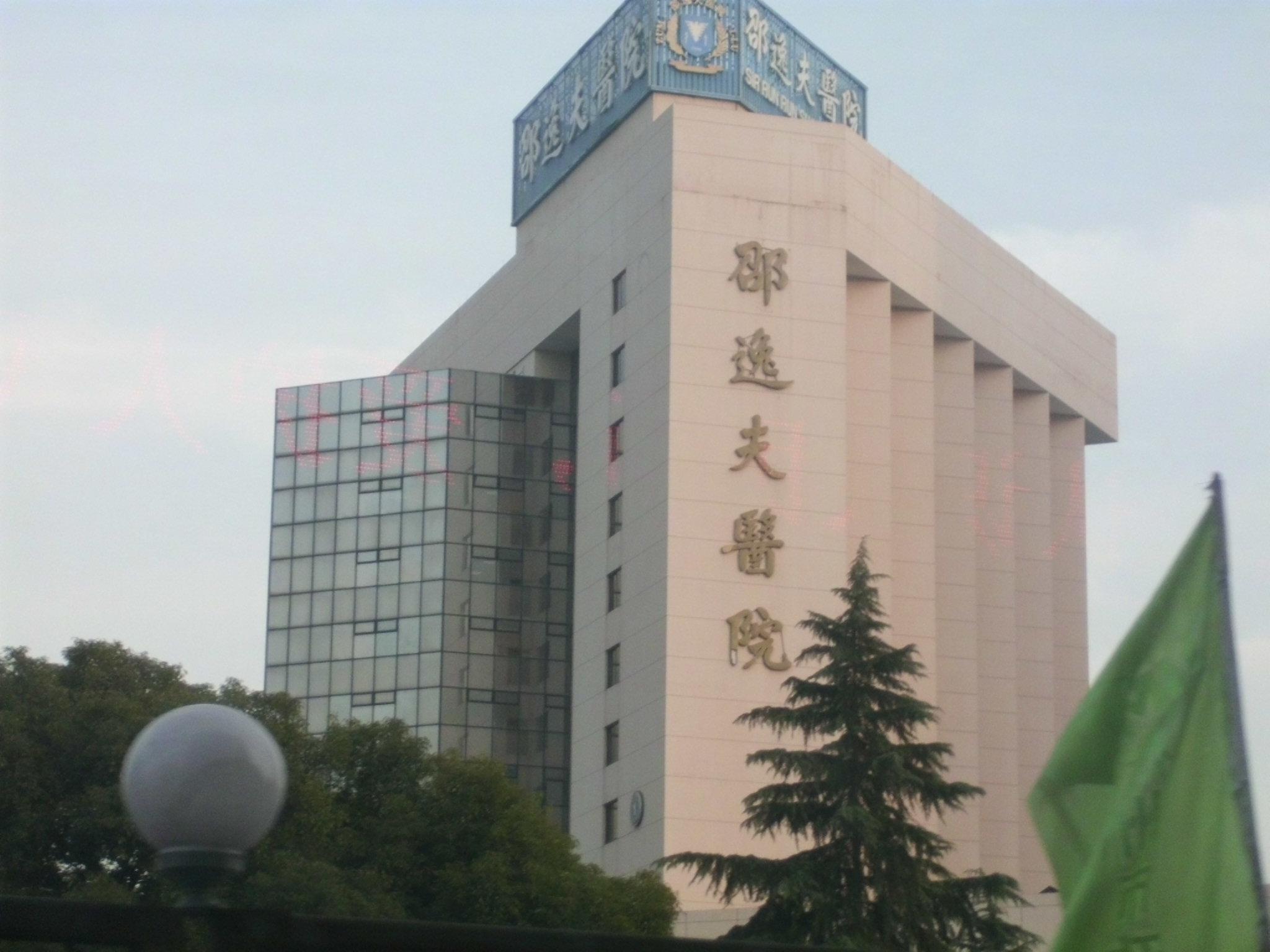
浙江大学医学院附屬邵逸夫病院

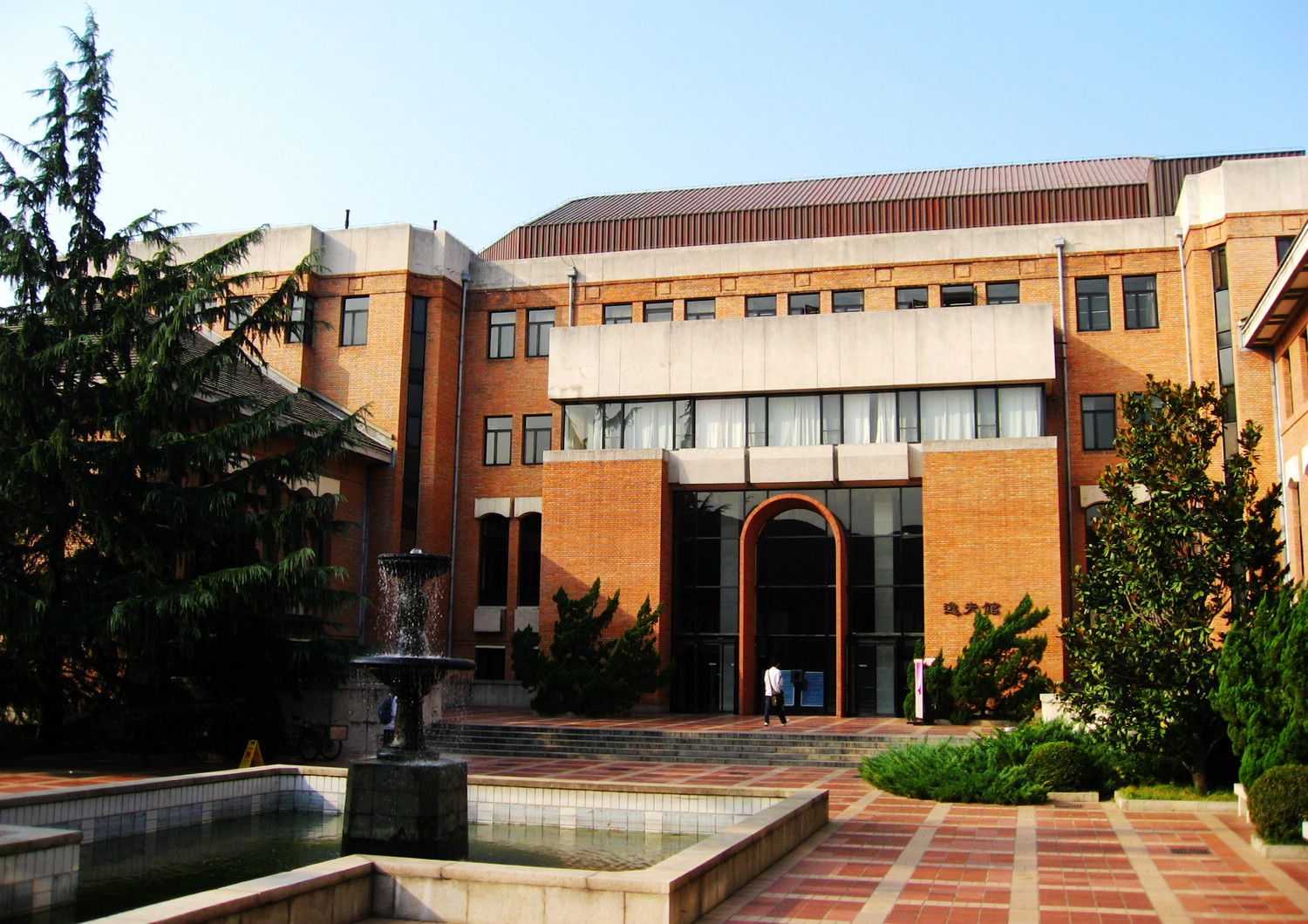
清華大学図書館逸夫館

慈善家としても知られた邵逸夫は、生前、香港の各団体に寄付を行っていた。慈善活動への寄付額は100億香港ドル（約1300億円）以上と言われている。また香港だけでなく中国本土の教育や科学技術事業の発展に大きく寄与してきた。中国全土の至る所に「逸夫楼」という邵の名前である「逸夫」を冠した建物が建っているという。